# Xu Rong
En aquest nom xinès, el cognom és Xu.
Xu Rong (mort el 192) va ser un general militar servint sota el senyor de la guerra Dong Zhuo durant la tardana Dinastia Han Oriental de la història xinesa.

## Biografia
Xu Rong era originari de la comandància Xuantu (玄菟郡) de la Província You. L'any 190, quan Yuan Shao va dirigir la campanya contra Dong Zhuo, Xu Rong successivament va derrotar les forces de Cao Cao i Sun Jian, que formaven part de l'aliança per acabar amb Dong Zhuo.
Quan Dong Zhuo va ser assassinat per Lü Bu i Wang Yun, Xu Rong va servir a Wang Yun en el nou govern. Després, Li Jue i Guo Si, ex generals sota el comandament de Dong Zhuo, van dirigir un exèrcit i atacaren Chang'an. Xu Rong, juntament amb el seu aliat Hu Zhen, va sortir a la batalla contra l'exèrcit invasor. Xu Rong, amb tot, va ser derrotat i mort en la batalla.

## En la ficció
La novel·la històrica del Romanç dels Tres Regnes, és una novel·lització dramàtica de l'era dels Tres Regnes. En ella, després que Dong Zhuo va traslladar la seva capital de Luoyang a Chang'an, Cao Cao va sortir en persecució de les forces de Dong Zhuo. D'acord amb la història, Xu Rong interceptà l'exèrcit de Cao Cao, però el general de confiança de Cao Cao Xiahou Dun el va empalar amb una llança. En la història, l'emboscada de Xu Rong a Cao Cao va ser un èxit, i Cao Cao hauria mort si no hagués estat rescatat pel seu cosí, Cao Hong.